# Placidus Rogg
Placidus Joseph Ludwig Johann Nepomuk Xaver Maximin Rogg (* 14. Februar 1769 in Frauenfeld; † 6. Mai 1830 ebenda) war ein Schweizer Schultheiss, Regierungsrat, Tagsatzungsgesandter sowie Offizier in niederländischen Diensten.

## Biografie
Placidus Rogg war ein Sohn des Schultheissen Joseph Nikolaus Maximin Rogg (1741–1795) und der Maria Anna Elisabetha von Meyenberg (1739–1821). Ein direkter Vorfahre von ihm war der Schultheiss Johann Conrad Rogg. Er besuchte die iuristische Fakultät in Strassburg. Im Jahr 1794 heiratete er Anna Margaretha von Meyenberg (1772–1794). Als kulturell aufgeschlossener und musikalisch interessierter Mann war er gesellschaftlich sehr anerkannt.
1788 wurde er zum thurgauischen Landweibel ernannt, 1792 löste er seinen Verwandten Joseph Leontius Dominik Ferdinand Rogg (1745–1799, den Vater des späteren Regierungsrates Joseph Dominik Rogg), der in den Kleinen Rat aufstieg, als Stadtschreiber ab. 1794 bis 1798 war er Schultheiss und danach Statthalter des Distrikts Frauenfeld sowie Stellvertreter des Thurgauer Regierungsstatthalters. 1798 wurde ihm das Patent als Oberstleutnant und Kommandant des 1. Thurgauer Auszugs ausgestellt. 1805–1811 bekleidete er den Rang eines ersten Generalinspektors der kantonalen Miliz. 1803–1815 nahm er Einsitz im Grossen Rat wie auch im Kleinen Rat, wo ihm die Ressorts Justiz, Polizei und Militär anvertraut waren. 1813 wurde er zum Thurgauer Tagsatzungsgesandten und 1814 in die Verfassungskommission berufen.
1815 zog er sich aus seinen politischen Ämtern zurück, übergab seinen Regierungssitz seinem Verwandten Joseph Dominik Rogg und folgte einem Ruf ins Ausland, indem er 1815–1820 als Oberstleutnant und Militärinstruktor in niederländischen Diensten arbeitete.